# Deutschland in der Neuzeit
Dieser Artikel befasst sich mit der Geschichte Deutschlands in der Neuzeit. Er umfasst die Zeit von etwa 1500 bis 1918.

## Frühe Neuzeit: Herrschaft MaximiliansI. und KarlsV.

### Reformen im Reich
Maximilian I. wurde 1486 Mitregent unter seinem Vater Friedrich III. und nach dessen Tod 1493 Alleinherrscher. Er begann das Reich zu reformieren. Auf dem Reichstag zu Worms 1495 wurden erstmals keine einmaligen Geldzahlungen verlangt, sondern die Einführung einer Reichssteuer, den Gemeinen Pfennig. Die Einführung eines aus den Kurfürsten bestehenden ständigen Ausschusses, das Reichsregiment, das die Regierungsgeschäfte statt des schwerfälligen und nur sporadisch tagenden Reichstag führen sollte, scheiterte. Der Ewige Landfrieden beendete das mittelalterliche Fehderecht, dagegen wurde mit dem Reichskammergericht die oberste Gerichtsinstanz des Reiches geschaffen. Durch die Errichtung von zuerst sechs, dann zehn Reichskreisen sollte das Reich besser verwaltet werden. Insgesamt gesehen blieben die Reformen aber ohne nennenswerte Wirkung. Die schweizerischen Orte verweigerten die Zahlung der ersten Reichssteuer. Den darauf ausbrechenden Schwabenkrieg gewannen die Eidgenossen 1499; die Schweiz war von diesem Zeitpunkt an de facto unabhängig.
Maximilian machte sich um die Förderung des Geisteslebens in seinem Reich verdient; er setzte sich für den Humanismus ein und brachte die Künste voran. Nach dem Tod von Maximilian 1519 schaffte es sein Enkel Karl V., den deutschen Thron zu besteigen. Bei der Wahl flossen auch zahlreiche Schmiergelder aus dem Hause Fugger in die Kassen der Kurfürsten.

### Kriege gegen Frankreich und die Osmanen
1494 marschierte der französische König Karl VIII. in Italien ein, und zwischen dem Heiligen Römischen Reich und Frankreich begannen die jahrzehntelangen Italienkriege. Bereits im folgenden Jahr wurden die französischen Truppen von der venezianischen Liga wieder vertrieben. 1499 wurde ein weiterer Versuch gestartet, Italien einzunehmen, diesmal mit Hilfe der Herrscher von Neapel und Aragonien. Nachdem beide Mächte 1502 ausfielen, musste Frankreich sich erneut zurückziehen, hielt aber den Norden um Mailand. In der Zwischenzeit erkannte Papst Julius II. die Venezianer als größere Gefahr. So verbündeten sich das Papsttum, Frankreich, Spanien und das Reich und bekämpften 1508/09 die Venezianer erfolgreich. Im Jahr darauf einigte sich der Papst mit Venedig und sah Frankreich als Feind an. 1513 wurden die Truppen des französischen Königs Ludwig XII. vertrieben, und 1515 eroberte sein Nachfolger Franz I. Mailand zurück.
Karl V. zog 1525 nach Italien, um die französische Herrschaft zu beenden. Nach der Schlacht bei Pavia wurde Franz I. festgenommen und zu Zugeständnissen in Italien gezwungen (die er später als nichtig ansah, weil unter Nötigung geschehen). Papst Clemens VII. war besorgt über die neue Macht des Reiches in Italien und verbündete sich mit Frankreich. Daraufhin zog Karl erneut gen Italien und plünderte 1527 Rom (Sacco di Roma). 1529 bestätigten der Damenfriede von Cambrai (Frankreich) und der Friede von Barcelona (Papst) Karl V. als Kaiser des Heiligen Römischen Reiches und seinen Besitz an Ländereien in Italien. Aber erst 1559 wurden im Frieden von Cateau-Cambrésis die Streitigkeiten endgültig geklärt.
Nach dem Fall von Konstantinopel 1453 drang das Osmanische Reich immer mehr nach Europa vor. Gerade unter dem Sultan Süleyman I. erweiterte sich das Osmanische Reich nach Westen und Norden. 1526 ging in der Schlacht bei Mohács das Königreich Ungarn unter, und 1529 belagerten die Türken das erste Mal Wien, konnten aber geschlagen werden. Die Kämpfe unter den Namen 1. Österreichischer Türkenkrieg oder auch
4. Venezianischer Türkenkrieg, weil neben dem Heiligen Römischen Reich die Republik Venedig die Hauptlast trug, dauerten bis 1555. Am Ende wurde Ungarn dreigeteilt, und der deutsche Kaiser musste dem Osmanischen Reich eine hohe Summe zahlen.
Beide Kriegsschauplätze banden Karl V. und verhinderten, dass er sich intensiver mit innerdeutschen Fragen wie der Reformation und dem Bauernkrieg beschäftigen konnte. Weil er auf die militärische Unterstützung der deutschen Landesfürsten angewiesen war, schloss er in der Religionsfrage immer wieder Kompromisse.

### Luthers 95 Thesen und der Wormser Reichstag

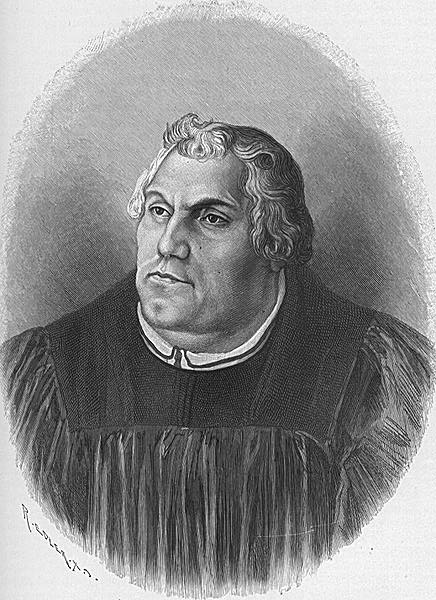
Martin Luther

Die tiefe Religiosität der Menschen im ausgehenden Mittelalter stand im Gegensatz zu der vielerorts, zumal in der Lebensführung vieler Bischöfe, vieler Äbte und der Päpste ins rein Weltliche abgesunkenen katholischen Kirche. Machtkämpfe um den päpstlichen Stuhl kamen oft vor. Versuche zur Reformation der Kirche blieben ohne wirklichen Erfolg. 1506 begann Papst Leo X. mit dem Bau des Petersdoms, weswegen er, auch aufgrund seines aufwändigen Lebensstils, ständig verschuldet war. Um die Schulden zu begleichen, intensivierte er den Ablasshandel. Mit dem Kauf von Ablassbriefen konnten die Gläubigen angeblich ihre Sünden abbezahlen, ihre Zeit im Fegefeuer verkürzen und sogar schon Verstorbene aus dem Fegefeuer retten. Damals gab es den Werbespruch: „Wenn die Münze im Kasten klingt, die Seele aus dem Fegefeuer springt.“
Martin Luther, ein Augustinermönch und Theologe an der neu gegründeten Universität Wittenberg im Kurfürstentum Sachsen, postulierte nach langen Selbstzweifeln, dass allein der Glaube (Sola fide) und nicht ein Ablassbrief oder andere Dinge für die Errettung nötig seien. Seine Auseinandersetzung mit dem Ablasshandel der Kirche fasste er in den berühmten 95 Thesen zusammen, die er an Kardinal Albrecht sandte. Da eine Reaktion ausblieb, verteilte er Kopien an Bekannte, die sie ohne sein Wissen veröffentlichten und die durch den Buchdruck rasche Verbreitung fanden.
Kardinal Albrecht zeigte Luther in Rom beim Papst an. Nach langen Streitigkeiten und da Luther sich weigerte zu widerrufen, wurde er aus der katholischen Kirche ausgeschlossen und mit dem Bann belegt. Mit der Schrift Von der Freiheit eines Christenmenschen antwortete Luther dem Papst. Luthers Kritik an der katholischen Kirche führte in Deutschland zur Ausbreitung des evangelischen Glaubens.

### Zeitalter von Reformation und Gegenreformation
1519 wurde der Habsburger Karl V. König. Karl V. beherrschte ein riesiges Reich, das Spanien, Österreich, Böhmen, die Niederlande, Süditalien sowie die spanischen Kolonien in Amerika umfasste. Außenpolitisch war er in ständige Kriege zur Abwehr der Osmanen sowie gegen Frankreich und den Papst verwickelt. Dadurch war seine Stellung im Reich selbst schwach, und wegen seiner kriegsbedingten Abwesenheit konnte er die Ausbreitung der Reformation nicht verhindern.
1521 wurde Luther vom Papst mit dem Bann belegt. Der Reichstag zu Worms endete mit der Verhängung der Reichsacht über Luther im Wormser Edikt. Luther fand daraufhin beim sächsischen Kurfürsten Friedrich dem Weisen auf der Wartburg Zuflucht. Luthers Übersetzung des Neuen Testaments ins Deutsche stellt einen wichtigen Beitrag zur Entwicklung einer einheitlichen deutschen Schriftsprache dar.
In den Jahren 1522 bis 1526 wurde in etlichen Ländern und Städten des Reichs die Lehre Luthers eingeführt. Die Reformation wurde somit vom Landesherrn durchgeführt, der auch zum Landesbischof wurde. Damit unterstanden dem Landesherrn auch die Besitzungen der Kirche. Die Länder bauten eigene Kirchenverwaltungen auf.
Nach dem Scheitern des Marburger Religionsgesprächs zwischen Luther und Zwingli 1529 zeichnete sich eine Spaltung der Reformationsbewegung in Lutheraner und Reformierte ab. Als weitere Nebenbewegung entwickelten sich die Täufer. Der radikale Versuch des Täufers Johann Bockelson, mit dem Täuferreich von Münster eine Art Gottesstaat zu errichten, wurde 1536 blutig beendet.
Im Reichstag zu Speyer wurde in Abwesenheit des Kaisers 1526 in einem Reichsabschied beschlossen, bis zu einer Regelung der Religionsfrage in einem Konzil die neue Glaubensrichtung vorerst zu dulden. In einem zweiten Reichstag zu Speyer forderte der Bruder des Kaisers, Ferdinand, 1529 die Duldung aufzuheben. Dagegen protestierten die evangelischen Landesfürsten. Die Anhänger des neuen Bekenntnisses werden seit dieser Protestation zu Speyer auch Protestanten genannt.
Die protestantischen Fürsten und Städte schlossen sich unter Führung von Hessen und Kursachsen 1531 zum Schmalkaldischen Bund zusammen. Während die Protestanten die Grundgedanken ihrer Lehre im Augsburger Bekenntnis niederlegten, formulierte die katholische Seite ihre Ablehnung der Lehre Luthers in der Confutatio pontificia. Im Schmalkaldischen Krieg von 1546/47 kam es erstmals zum Kampf von Katholiken unter Führung des Kaisers gegen Protestanten. Der Kaiser gewann den Krieg, konnte aber die im Augsburger Interim verfügte Wiederherstellung der katholischen Positionen letztlich wegen des Widerstands von Fürsten, Städten und Bevölkerung nicht durchsetzen.
Als sich die Fürsten über die Religionsgrenzen hinweg gegen ihn erhoben, verzichtete Karl V. zugunsten seines Sohnes Philipp II. auf Spanien und die Niederlande und machte seinen Bruder Ferdinand zu seinem Nachfolger im Reich. Der neue König Ferdinand handelte schließlich 1555 auf dem Reichstag zu Augsburg den Augsburger Reichs- und Religionsfrieden aus. Dadurch wurden beide Konfessionen im Reich gleichberechtigt, wobei der jeweilige Landesherr über die Religion seiner Untertanen bestimmte („cuius regio, eius religio“).

### Bauernkrieg
Die verschlechterte Lage der Bauern hatte schon im 15. Jahrhundert wie im Bundschuh und Armen Konrad zu regionalen Aufständen der Bauern geführt, während der Reformationszeit kam es jedoch unter Bezug auf die Lehren Luthers 1524–1526 vor allem in Südwestdeutschland, Thüringen und Franken zu einem Bauernkrieg. Ursachen waren unter anderem die steigenden Dienst- und Abgabenleistungen der Bauern, die Einschränkung ihrer Rechte und die Verringerung des Gemeinbesitzes.
Schon vorher hatte es vereinzelt lokale Aufstände gegen die Unterdrückung der Bauern gegeben, aber nun durch den Geist der Reformation fühlten sie sich im Recht, die Gewaltherrschaft der Feudalherren zu brechen. 1524/25 weiteten sich lokale Aufstände in Süddeutschland und der Schweiz zu einem weite Teile Süd- und Mitteldeutschlands umfassenden Aufstand aus. Im März 1525 fassten drei oberschwäbische Bauernhaufen ihre Forderungen in den Zwölf Artikeln gegenüber den Schwäbischen Bund in Memmingen zusammen, dieser duldete jedoch keine Verhandlungen, sondern ging mit Hilfe der Augsburger Kaufmannsfamilie Fugger und des Heerführers Georg Truchsess von Waldburg-Zeil (Bauernjörg) gegen die Bauern vor. 1525 wurde ein Bauernheer unter Führung von Thomas Müntzer bei Frankenhausen vernichtet. Bei der Niederschlagung der Bauernaufstände ließen bis zu 100.000 Bauern ihr Leben. Luther selbst, der ein Widerstandsrecht gegen die weltliche Obrigkeit ablehnte, verurteilte den Bauernaufstand.
Unter dem Eindruck der Reformation startete die katholische Kirche eine innere Reform. 1545 wurde das Konzil von Trient einberufen, das in drei Perioden bis 1563 tagte. Das Konzil setzte sich einerseits mit der Lehre Luthers auseinander und brachte andererseits zahlreiche Neuerungen wie die Einrichtung von Priesterseminaren mit sich.
Zudem setzte die Gegenreformation ein. Diese bestand auf der einen Seite in der Verfolgung aller, die von der offiziellen katholischen Lehre abwichen, durch die Inquisition, für deren Durchführung Papst Paul III. eine zentrale Kongregation schuf. Ebenso entstanden neue Orden, von denen die Jesuiten eine führende Rolle bei der Rekatholisierung erlangten.
Die protestantischen Fürsten schlossen sich 1608 unter Führung des Pfälzer Wittelsbachers Friedrich V. von der Pfalz zur Union zusammen. Entsprechend schlossen sich die katholischen Fürsten 1609 unter Führung des Bayernherzogs Maximilian I. zur Liga zusammen.

### Der Dreißigjährige Krieg
Nachdem Rudolf II. die Regierungsgeschäfte an seinen Bruder und Nachfolger als Kaiser Matthias abgetreten hatte, schränkte dieser die gewährten Rechte wieder ein. Als der Protest der böhmischen Stände von ihm abgewiesen wurde, kam es 1618 zum Prager Fenstersturz, bei dem zwei kaiserliche Räte von böhmischen Standesvertretern in der Prager Burg aus dem Fenster gestürzt (defenestriert) wurden.
1619 erklärten nach dem Tod Kaiser Matthias die böhmischen Protestanten den Führer der Union, den Pfälzer Kurfürst Friedrich von der Pfalz, zum König von Böhmen. Dies war der Auslöser für den Dreißigjährigen Krieg. Der neue Kaiser Ferdinand II. zog mit dem Heer der katholischen Liga unter Führung des Bayernherzogs Maximilian I. und des bayerischen Feldherrn Tilly nach Böhmen. In der Schlacht am Weißen Berge 1620 wurde das böhmische Heer besiegt. Der zumeist tschechische Adel wurde daraufhin enteignet und das Land rekatholisiert. Nach der Flucht Friedrichs von der Pfalz besetzte Tilly die Pfalz und die Oberpfalz. Der Bayernherzog bekam als Belohnung die Pfälzer Kurfürstenwürde.
Der sich mit England, den Niederlanden und den protestantischen Fürsten verbündende Dänenkönig Christian IV. rückte 1625 mit seinem Heer in Norddeutschland ein. Er wurde aber vom kaiserlichen Heer unter Tilly und dem böhmischen Adligen Wallenstein besiegt. Pommern, Jütland und Mecklenburg mit Ausnahme Stralsunds wurden vom katholischen Heer besetzt.
Nach dem Ende des dänischen Kriegs erließ der Kaiser 1629 das Restitutionsedikt, demzufolge alle protestantisch gewordenen Gebiete wieder rekatholisiert werden sollten. Besorgt wegen der erheblich gestiegenen Machtfülle des Kaisers erreichten die Reichsstände auf dem Regensburger Kurfürstentag 1630 die Absetzung Wallensteins.
Nun griff der Schwedenkönig Gustav II. Adolf ins Kriegsgeschehen ein und drang im weiteren Verlauf von Pommern bis nach Bayern vor. Bei Rain am Lech fiel 1632 Tilly. Der Kaiser setzte daraufhin Wallenstein wieder ein. Bei der Schlacht bei Lützen 1632 fiel der Schwedenkönig. Wegen seiner politischen Ansichten wurde Wallenstein 1634 jedoch vom Kaiser erneut abgesetzt und bald darauf aus Angst vor einem Bündnis des Feldherrn mit den Schweden in dessen Auftrag ermordet. Um die Schweden vom deutschen Boden zu vertreiben, schloss der Kaiser mit dem protestantischen sächsischen Kurfürsten einen Sonderfrieden, den Frieden von Prag, 1635.
Das katholische Frankreich griff aus Sorge vor einem zu mächtigen Reich 1635 ins Geschehen ein und verbündete sich mit Schweden. Keine der beiden Seiten konnte jedoch den Krieg trotz lang andauernder Kämpfe für sich entscheiden. Große Teile des Reiches wurden verwüstet. Die seit 1642 laufenden Verhandlungen führten am 24. Oktober 1648 zum Westfälischen Frieden.
Der Friedensschluss beinhaltete eine Abtretung von Teilen Lothringens und des Elsass mit Ausnahme Straßburgs an Frankreich. Die Niederlande und die Schweiz schieden als souveräne Staaten nun offiziell aus dem Reich aus. Die Stellung der Reichsstände und der Territorien gegenüber dem Kaiser wurde gestärkt und der Augsburger Religionsfriede von 1555 bestätigt. Jedoch wurde bei einem Konfessionswechsel des Landesherrn nicht mehr der gleiche Schritt von der Bevölkerung verlangt. Der Krieg kostete schätzungsweise 15 bis 20 Prozent der Bevölkerung das Leben. Der Vorkriegsstand der Bevölkerung wurde erst wieder um 1750 erreicht. Seine Auswirkungen auf die Literatur des Barocks in Deutschland waren einschneidend – bis zum Auftreten von Gotthold Ephraim Lessings Generation war sehr typisch das Modell der Grausamkeit des Daseins und der Vergeblichkeit (vanitas) alles Irdischen ein Leitthema.

### Zeitalter des Absolutismus
Die Zerstörungen und Bevölkerungsverluste des Dreißigjährigen Krieges förderten die Entwicklung staatlich gelenkter Wirtschafts- und Sozialpolitik. Verbunden mit der merkantilistischen Wirtschaftsform war das Entstehen der absolutistischen Herrschaftsform nach Vorbild des französischen Hofes unter Ludwig XIV.

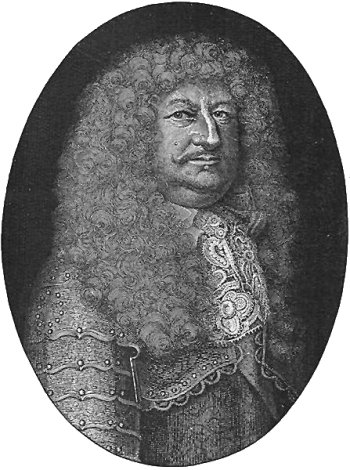
Friedrich Wilhelm

Unter dem absolutistisch regierenden brandenburgischen Kurfürsten Friedrich Wilhelm begann seit 1640 der Aufstieg Preußens zur führenden Macht in Norddeutschland. Der Kurfürst Friedrich III. nannte sich 1701 Friedrich I., König in Preußen. Unter dem Preußenkönig Friedrich Wilhelm I. erfolgte eine Militarisierung von Staat und Gesellschaft. Der Aufstieg Preußens führte zum Dualismus zwischen den beiden führenden deutschen Staaten Österreich und Preußen, der Deutschland bis 1871 bestimmte.
Unter dem Habsburger Kaiser Leopold I. war das Reich der zweifachen Bedrohung durch die Osmanen und den Expansionsdrang Frankreichs unter Ludwig XIV. ausgesetzt. 1683 konnte der Kaiser mit Unterstützung der deutschen Fürsten und des Polenkönigs Jan Sobieski die Türken vor Wien schlagen und aus Ungarn vertreiben. Durch die Türkenkriege konnte die Habsburger Monarchie große Gebiete hinzugewinnen, in denen in der Folge deutsche Kolonisten, die sogenannten Donauschwaben, angesiedelt wurden.
Durch die Wahl des sächsischen Kurfürsten Friedrich August I. 1697 zum König von Polen kam es bis 1763 zu einer Personalunion von Sachsen und Polen. Ebenso kam es von 1714 bis 1837 zur Personalunion von Hannover und England. Das Aussterben der spanischen Linie der Habsburger löste 1701 den Spanischen Erbfolgekrieg aus.
Das Aussterben des Mannesstammes der österreichischen Habsburger und die Nachfolge der Kaisertochter Maria Theresia (pragmatische Sanktion) 1740 führte zum Österreichischen Erbfolgekrieg. Gegen Frankreich, Bayern und Preußen, die den bayerischen Wittelsbacher Karl Albrecht als Nachfolger sahen, konnte sie die Kaiserkrone mit Hilfe von Ungarn und Großbritannien verteidigen. Sie verlor aber nach drei Schlesischen Kriegen, von denen der dritte als Siebenjähriger Krieg zwischen dem mit Österreich verbündeten Frankreich und dem mit Preußen verbündeten England auch weltweit ausgetragen wurde, 1763 im Frieden von Hubertusburg Schlesien an Preußen.
Schweden verlor durch den Großen Nordischen Krieg gegen Russland und dem in Personalunion mit Polen verbundenen Sachsen 1721 fast alle Besitzungen auf deutschem Boden. Durch die drei Teilungen Polens von 1772, 1793 und 1795 könnten Österreich und Preußen auf Kosten Polens erhebliche Gebietsgewinne verzeichnen.
Die Aufklärung hielt Einzug in Preußen unter dem Preußenkönig Friedrich II. beziehungsweise in Österreich unter dem österreichischen Kaiser Joseph II. und ebenso in weiteren deutschen Staaten. Sie führte jedoch nur zu Reformen, die die feudalen Machtverhältnisse nicht erschütterte.

### Deutschland von 1789 bis 1815
In der Folge der Französischen Revolution kam es 1791 zum Bündnis von Preußen und Österreich gegen das revolutionäre Frankreich, worauf dieses im April mit der Kriegserklärung an die beiden deutschen Staaten antwortete. Nach anfänglichen Erfolgen geriet die Koalition nach der Niederlage von Valmy im September 1792 in die Defensive. Es folgten bis 1809 noch vier weitere Koalitionskriege gegen Frankreich, an denen neben deutschen Fürstenhäusern auch Großbritannien, die Niederlande, Russland und Portugal beteiligt waren.
Die Koalitionskriege trugen mit zur Radikalisierung der Französischen Revolution bei. 1799 übernahm Napoleon Bonaparte in Frankreich durch einen Staatsstreich die Macht. Im Verlauf der Kriege musste Österreich die Österreichischen Niederlande an Frankreich abtreten. Die linksrheinischen Gebiete kamen nach dem Frieden von Lunéville 1801 ebenfalls zu Frankreich. Als Kompensation für die Gebietsverluste erhielten die deutschen Fürsten rechtsrheinische Gebiete. Diese wurden 1803 im sogenannten Reichsdeputationshauptschluss durch Säkularisation und Mediatisierung geschaffen. Außerdem belohnte Napoleon I. für den Wechsel auf die Seite Frankreichs Bayern, Sachsen und das neugeschaffene Kurfürstentum Württemberg mit der Erhebung zu Königreichen. Die neugeschaffenen Kurfürstentümer Baden und Hessen-Darmstadt wurden zu Großherzogtümern erhoben. Napoleon I. krönte sich 1804 selbst zum Kaiser der Franzosen.
1805 unterlag Österreich in der Dreikaiserschlacht bei Austerlitz. Österreich musste seine oberitalienischen Gebiete an das Königreich Italien und Vorarlberg und Tirol an Bayern abtreten. Als sich 1806 16 deutsche Fürstenhäuser zum Rheinbund zusammenschlossen, legte Kaiser Franz II. auf ein Ultimatum Napoleons hin die Kaiserkrone nieder. Dies bedeutete das Ende des Heiligen Römischen Reiches Deutscher Nation.

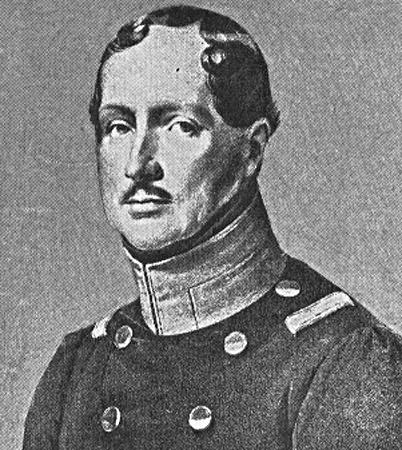
Friedrich Wilhelm III.

Am 16. Oktober 1806 kam es zur Niederlage Preußens in der Doppelschlacht bei Jena und Auerstedt. Napoleons Truppen rückten in Berlin ein. Der Preußenkönig Friedrich Wilhelm III. floh nach Ostpreußen. Im Frieden von Tilsit 1807 verlor Preußen die Hälfte seines Staatsgebietes und blieb nur auf Intervention des russischen Zaren Alexander I. als Staat erhalten. Eine Erhebung 1809 in Tirol durch Andreas Hofer wurde durch Napoleon niedergeschlagen.
Um Preußen zu erneuern, kam es zwischen 1807 und 1813 zu einer Reformbewegung. Herausragende Persönlichkeiten waren dabei vom Stein und Hardenberg. Neben der Abschaffung der Erbuntertänigkeit der Bauern (Bauernbefreiung) wurde 1810 der Zunftzwang abgeschafft und die Gewerbefreiheit eingeführt. 1812 wurde den Juden Rechtsgleichheit gewährt und alle Berufsbeschränkungen aufgehoben. Das Heer wurde durch Scharnhorst und Gneisenau reformiert, das Adelsprivileg für die Offizierslaufbahn abgeschafft und die allgemeine Wehrpflicht nach französischem Vorbild eingeführt. Weiter erhielten die Kommunen das Recht zur Selbstverwaltung. Wilhelm von Humboldt reformiert das Bildungswesen.
Nach Bekanntwerden der Niederlage Napoleons im Russlandfeldzug 1812 kam es in Preußen zu Aufständen. Als der preußische General Yorck von Wartenburg im Dezember 1812 eigenmächtig einen Waffenstillstand mit Russland vereinbarte (Konvention von Tauroggen), verbündeten sich der preußische König 1813 auf Druck von Bevölkerung und der Studenten mit dem Zaren gegen Frankreich.
Nach dem Beitritt von Großbritannien, Schweden und Österreich zum Bündnis wurde Frankreich in der Völkerschlacht bei Leipzig vom 16. bis 19. Oktober 1813 entscheidend geschlagen. Es erfolgt der Rückzug Napoleons aus Deutschland. Die Rheinbundstaaten wechselten auf die Seite des Bündnisses. Die Befreiungskriege gegen Napoleon führten in Deutschland zu einem neuen Nationalbewusstsein. Insbesondere bei den an den Kriegen beteiligten Studenten wurde der Wunsch nach einem deutschen Nationalstaat geweckt.
Im Frühjahr 1814 zogen die verbündeten Truppen in Paris ein, und Napoleon wurde zur Abdankung gezwungen. Als Napoleon 1815 nach einem Ausbruch aus seinem Exil auf Elba erneut in Frankreich die Macht an sich riss, besiegten ihn die Alliierten in der Schlacht bei Waterloo am 18. Juni 1815 endgültig.

## Das 19. Jahrhundert

### Zeitalter der Restauration

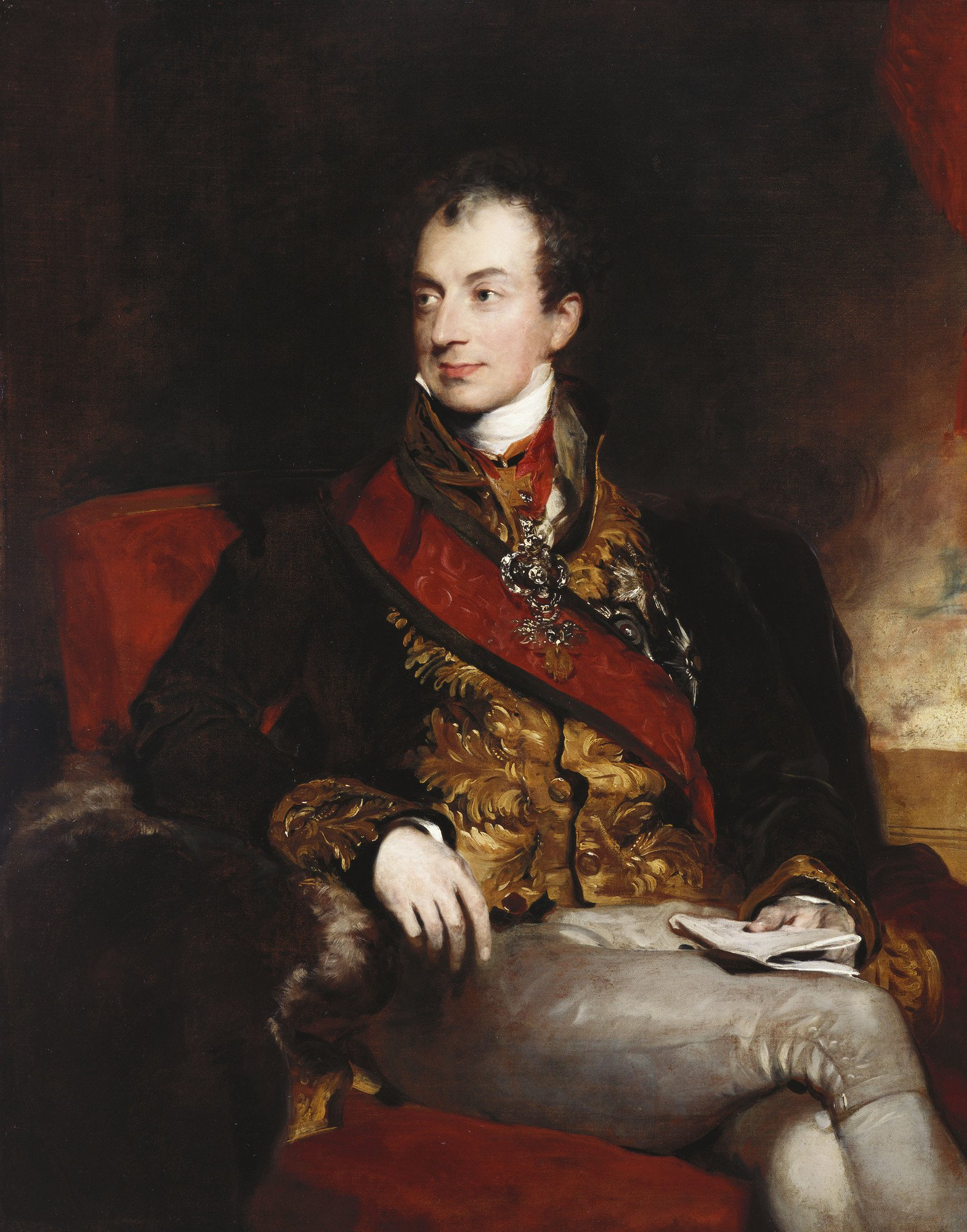
Fürst von Metternich

Auf dem Wiener Kongress kam es unter der Leitung des österreichischen Außenministers Metternich zur Neuordnung Europas. Ziel des Wiener Kongresses war die dauerhafte Sicherung des Friedens durch Schaffung eines neuen Gleichgewichts zwischen den Großmächten, aber auch die Restauration des alten politischen Systems. In der Heiligen Allianz vereinbarten Österreich, Preußen und Russland, alle revolutionären und nationalstaatlichen Bewegungen zu bekämpfen, um die monarchischen Systeme zu sichern. Bei der territorialen Neuordnung erhielt Preußen das Rheinland, Westfalen und den nördlichen Teil Sachsens hinzu, Österreich verzichtete auf die österreichischen Niederlande und bekam dafür Venetien, die Lombardei und Gebiete auf dem Balkan. Frankreich konnte das Elsass behalten. Weiter wurde der Deutsche Bund ins Leben gerufen, dem 35 souveräne Fürsten, darunter wegen ihrer deutschen Besitzungen auch die Könige von Großbritannien, Dänemark und der Niederlande angehörten. Beschlussorgan des Deutschen Bundes war der Bundestag, der unter österreichischem Vorsitz in Frankfurt am Main als Gesandtenkongress tagte. Die Wünsche der Bevölkerung nach Schaffung eines einheitlichen deutschen Nationalstaates wurden von den Fürsten nicht berücksichtigt.
Nach der Ermordung des antiliberalen Schriftstellers August von Kotzebue 1819 durch den Studenten Karl Ludwig Sand, ließ Metternich in den Karlsbader Beschlüssen die Burschenschaften und alle anderen politischen Vereinigungen an den Universitäten verbieten und führte eine umfassende Zensur ein. Werke von Schriftstellern wie Heinrich Heine, Georg Büchner und Hoffmann von Fallersleben wurden verboten. Letztlich konnte das System Metternichs aber nicht das weitere Erstarken der deutschen Nationalbewegung in der Zeit des sogenannten Vormärz verhindern. 1817 versammelten sich zahlreiche Studenten auf dem sogenannten Wartburgfest. Bestärkt durch die Julirevolution 1830 in Frankreich fand die Bewegung im Hambacher Fest vom 27. bis 30. Mai 1832 mit 30.000 Teilnehmern einen neuen Höhepunkt.
Wirtschaftlich wurde Deutschland durch den am 1. Januar 1834 gegründeten Deutschen Zollverein geeint. Die einsetzende Industrialisierung und der Bau der ersten Eisenbahnlinie 1835 von Nürnberg nach Fürth brachte einen wirtschaftlichen Aufschwung mit sich.

### Revolution von 1848
Die Februarrevolution 1848 in Frankreich führte in den deutschen Staaten wie in fast ganz Europa zur Märzrevolution von 1848. In Österreich kam es zu Straßenkämpfen in Wien und am 13. März zum Rücktritt Metternichs und seiner Flucht nach Großbritannien.
Kaiser Ferdinand erließ im April 1848 eine Verfassung und gewährte dem Volk eine bewaffnete Bürgerwehr.
In Ungarn, Italien und den slawischen Gebieten kam es zu nationalen Aufständen gegen Österreich, die aber von den Truppen des Kaisers niedergeschlagen wurden.
Ebenso kam es in Preußen in Berlin am 18. März nach einer Massenkundgebung vor dem Berliner Schloss zu Barrikadenkämpfen. Der preußische König Friedrich Wilhelm IV. erließ auf Druck der Bevölkerung die Ausarbeitung einer Verfassung und gestand den Bürgern Versammlungs- und Pressefreiheit zu. Kleinere Staaten wie Baden und Sachsen und andere versuchten, Unruhen durch die Berufung liberaler und nationaler Regierungsmitglieder vorzubeugen. Dennoch wurden im weiteren Verlauf der Revolution bis 1849 gerade Sachsen und Baden zu Zentren radikaldemokratischer Aufstände. (vgl. Badische Revolution und Dresdner Maiaufstand)
Mit Billigung des Deutschen Bundes wurden am 31. März 1848 574 Männer zum Vorparlament in die Frankfurter Paulskirche entsandt. Anfang Mai fanden in allen Staaten Wahlen zu einer Deutschen Nationalversammlung statt. Diese wurden jedoch nur in sechs Staaten wie vom Vorparlament beschlossen direkt gewählt. In allen anderen Staaten wurde ein indirektes Verfahren über Wahlmänner angewandt.
Im Parlament waren sowohl konservative Monarchisten als auch Liberale und Republikaner vertreten. Während Akademiker und das Bildungsbürgertum stark vertreten waren, hatten Arbeiter und Bauern im Parlament keine Vertreter, die direkt aus ihrem Stand kamen.
Am 18. Mai kam es zur Bildung einer vorläufigen Zentralregierung unter Leitung des Österreichischen Erzherzogs Johann als sogenannter Reichsverweser. Die Regierung wurde von den deutschen Fürsten anerkannt, war wegen fehlender eigener Armee, Polizei oder Beamtenapparat aber weitgehend machtlos.
Die Nationalversammlung musste unter anderem die Frage nach den Grenzen eines zukünftigen deutschen Nationalstaates beantworten. Weiter wurde erörtert, ob die Staatsform zentralistisch oder föderalistisch sein sollte und ob es ein allgemeines oder ein Zensuswahlrecht geben sollte.
Favorisiert wurde zuerst die sogenannte großdeutsche Lösung, die einen deutschen Staat unter Einschluss Deutsch-Österreichs mit Böhmen vorsah. Da Österreich aber nur unter Einschluss des gesamten Gebiets des Vielvölkerstaats Österreich-Ungarn dazu bereit war, was wiederum der Idee eines deutschen Nationalstaates zuwiderlief, entschied man sich mehrheitlich für die kleindeutsche Lösung. Diese sah die Bildung eines deutschen Staates unter Ausschluss von Österreich vor.
Am 28. März 1849 wurde eine Reichsverfassung, die sogenannte Paulskirchenverfassung, verabschiedet, die einen Bundesstaat mit zentraler Regierung unter Leitung eines erblichen Kaisertums und einem Reichstag als Legislative vorsah. Weiter wurde ein allgemeines Wahlrecht vereinbart.
Nachdem der preußische König Friedrich Wilhelm IV. am 2. April 1849 die ihm von der Nationalversammlung angebotene deutsche Kaiserkrone ablehnte, zogen Preußen und die meisten anderen Staaten ihre Abgeordneten aus Frankfurt zurück. Ein Aufstand in Dresden im Mai zur Erzwingung der Annahme der Verfassung wurde von Preußen und Sachsen niedergeschlagen. In der bayerischen Pfalz und in Baden kam es ebenfalls zu Erhebungen und im Juni sogar zu provisorischen Regierungen, die aber von Preußen mit Hilfe der anderen deutschen Staaten niedergeschlagen wurden.
Eine Minderheit der Abgeordneten widersetzte sich einer Abberufung und tagte als Rumpfparlament in Stuttgart weiter, dieses wurde aber am 18. Juni von preußischen Truppen aufgelöst. Die letzten Revolutionäre ergaben sich nach dreiwöchiger Belagerung am 23. Juli in Rastatt. Die Verfassung konnte somit nie in Kraft treten. Zahlreiche in der Folge politisch Verfolgte wanderten vor allem nach Amerika aus (vgl. Forty-Eighters).

### Reaktionszeit und Einigungskriege
Während der Reaktionsära wurden die während der Revolution gemachte Zugeständnisse rückgängig gemacht. In Österreich errichtete Schwarzenberg ein neo-absolutistisches Regime. Die meisten anderen deutschen Staaten wie Preußen hielten allerdings am konstitutionellen System fest. Auch die Gewerbefreiheit blieb zumeist erhalten.
1850 wurde der Deutsche Bund wiedergegründet. Ihm schlossen sich nach dem Ende der Unionspläne auch Preußen und dessen Bundesgenossen an. Im restaurierten Bund hatten Preußen und Österreich eine paritätische Stellung und zusammen eine Führungsrolle inne. Innenpolitische war der Bund bei der Unterdrückung der Opposition zunächst erfolgreich.
Nach der Zulassung von politischen Zusammenschlüssen 1860 entstanden in Deutschland neue Parteien und Gewerkschaften. Die erste deutsche Partei war 1861 die Deutsche Fortschrittspartei, und 1863 gründete Ferdinand Lassalle den Allgemeinen Deutschen Arbeiterverein. Diese neugebildete Partei vereinigte sich 1875 mit der Sozialdemokratischen Arbeiterpartei unter Wilhelm Liebknecht zur Sozialistischen Arbeiterpartei Deutschlands, die wiederum 1890 in die bis heute bestehende Sozialdemokratische Partei Deutschlands (SPD) umbenannt wurde.
Der Dualismus zwischen Österreich und Preußen, der durch die gemeinsame Gegnerschaft gegenüber nationalen und liberalen Forderungen in den Hintergrund geraten war, verschärfte sich, nachdem die Nationalversammlung in Frankfurt Preußen die Führungsrolle zugedacht hatte.

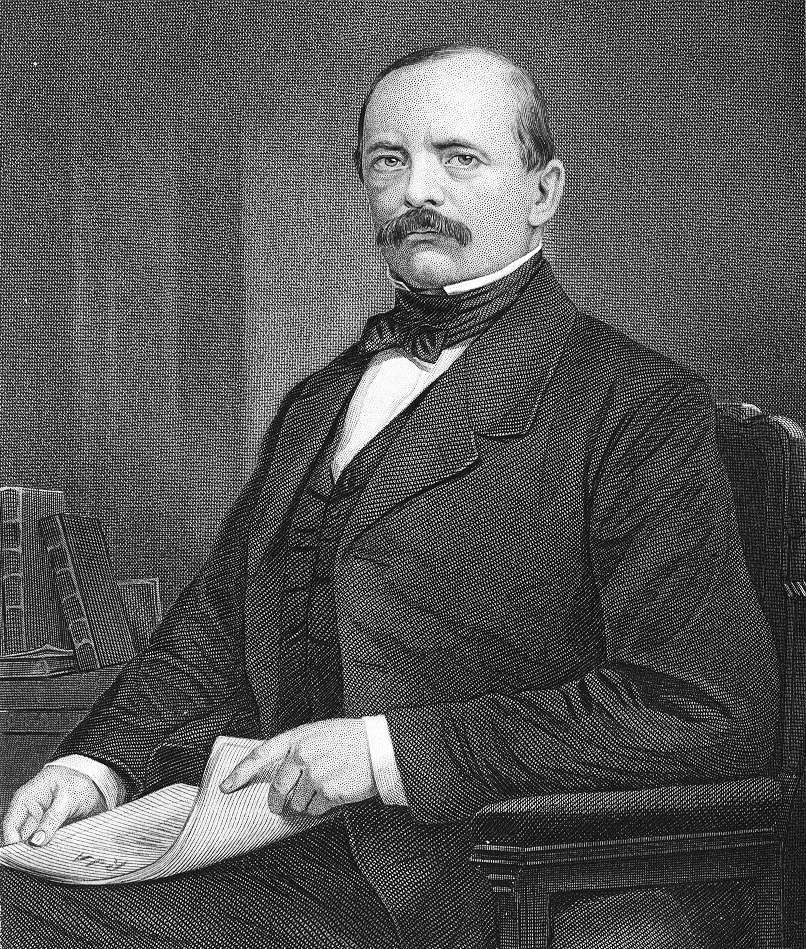
Otto von Bismarck

1859 begann der Preußische Verfassungskonflikt, der 1862 zur Ernennung von Otto von Bismarck zum preußischen Ministerpräsidenten und zu einer Stärkung des Königs gegenüber dem Parlament führte und damit schon die Regierungsform eines zukünftigen deutschen Staates festlegte.
1864 kam es zum Krieg Preußens und Österreichs gegen Dänemark. Auslöser war die Annexion Schleswigs durch Dänemark. Mit Zustimmung der europäischen Großmächte eroberten beide deutsche Staaten die Herzogtümer Holstein und Schleswig zurück.
Nach dem Krieg brach über die Frage der politischen Zukunft der beiden Herzogtümer, forciert durch Bismarck, die Rivalität wieder hervor. Nach der Initiierung der Mobilmachung der übrigen deutschen Staaten gegen Preußen durch Österreich erklärte Bismarck die Bundesakte für erloschen.
Den 1866 folgenden Preußisch-Österreichischen Krieg gegen Österreich und fast alle deutschen Staaten konnte Preußen durch seinen Sieg bei Königgrätz für sich entscheiden. Preußen annektierte Hannover, Nassau, Kurhessen, Schleswig-Holstein und die Freie Stadt Frankfurt. Darüber hinaus wurde der Norddeutsche Bund unter Führung Preußens gegründet. Damit schied Österreich aus Deutschland aus („Kleindeutsche Lösung“). Dafür verzichtete Bismarck auf Landabtretungen Österreichs. Die Unabhängigkeit Bayerns, Württembergs und Badens wurde auf Drängen Frankreichs anerkannt.
Im Anschluss kam es zu Spannungen zwischen dem sich im Deutschen Krieg neutral verhaltenden Frankreich und Preußen. Äußerer Anlass für den Deutsch-Französischen Krieg von 1870/71 war die Kandidatur des Prinzen Leopold von Hohenzollern-Sigmaringen auf den spanischen Königsthron. Bismarck provozierte mit der manipulierten Veröffentlichung der sogenannten Emser Depesche, in der die Forderung Frankreichs auf den Thronverzicht zurückgewiesen wird, den Krieg.
Nach der Kriegserklärung durch Frankreich konnte Preußen alle deutschen Staaten und die übrigen europäischen Großmächte auf seine Seite ziehen. Durch eine überlegene Strategie und Logistik konnten die deutschen Heere das Frankreich des Kaisers Napoleons III. in sechs Wochen durch den Sieg bei Sedan zur Kapitulation zwingen. In Paris bildete sich daraufhin eine republikanische Regierung, die nach anfänglicher Friedensbereitschaft die Forderung Preußens nach Abtretung Elsass-Lothringens ablehnte. Der Krieg wurde daraufhin fortgesetzt und endete erst 1871 mit der Kapitulation Frankreichs. Im Frieden von Frankfurt am Main wurde Frankreich zur Abtretung Elsass-Lothringens und zur Zahlung einer Kriegsentschädigung verpflichtet. Die deutschsprachige Bevölkerung Elsass-Lothringens war vor 200 Jahren in Frankreich eingegliedert worden und fühlte sich mehrheitlich seit der französischen Revolution als Teil der französischen Nation.
Durch das Zugeständnis von sogenannten Reservatrechten konnte Bismarck die süddeutschen Staaten zum Beitritt zum Norddeutschen Bund bewegen. So behielt zum Beispiel Bayern die Hoheit über Post und Eisenbahn und im Frieden auch über das Militär.
Die Gründung des durch den Beitritt entstandenen Deutschen Reichs wurde am 18. Januar 1871 im Spiegelsaal von Versailles vollzogen. Der preußische König erhielt den Titel eines Deutschen Kaisers.

### Das Deutsche Kaiserreich
Die Reichsverfassung von 1871 betonte das monarchische Element. Der Kaiser, der zugleich auch König von Preußen war, konnte die Reichsregierung ernennen und absetzen. Die Verfassung war somit stark vom Obrigkeitsdenken geprägt. Damit war aber die Zukunft Deutschlands entscheidend von dem Geschick seiner Kaiser und den von diesen ernannten Reichskanzlern abhängig. Das föderalistische Element relativierte sich durch die Tatsache, dass Preußen über zwei Drittel der Landfläche und Bevölkerung und über ein faktisches Vetorecht bei Verfassungsänderungen im Bundesrat verfügte. Die Elsässer und die im Reich lebenden Polen fühlten sich dem Reich nicht zugehörig und bildeten eigene Reichstagsfraktionen.
Bismarck verfolgte eine Politik wechselnder Bündnispartner. Im Rahmen des Kulturkampfs von 1871 bis 1886 gegen den Einfluss der katholischen Kirche verbündete Bismarck sich mit den Liberalen. Wenngleich einige Maßnahmen nach Beendigung des Kulturkampfs wieder zurückgenommen wurden, blieb zum Beispiel die Einführung der Zivilehe und die staatliche Aufsicht über das Schulwesen erhalten.

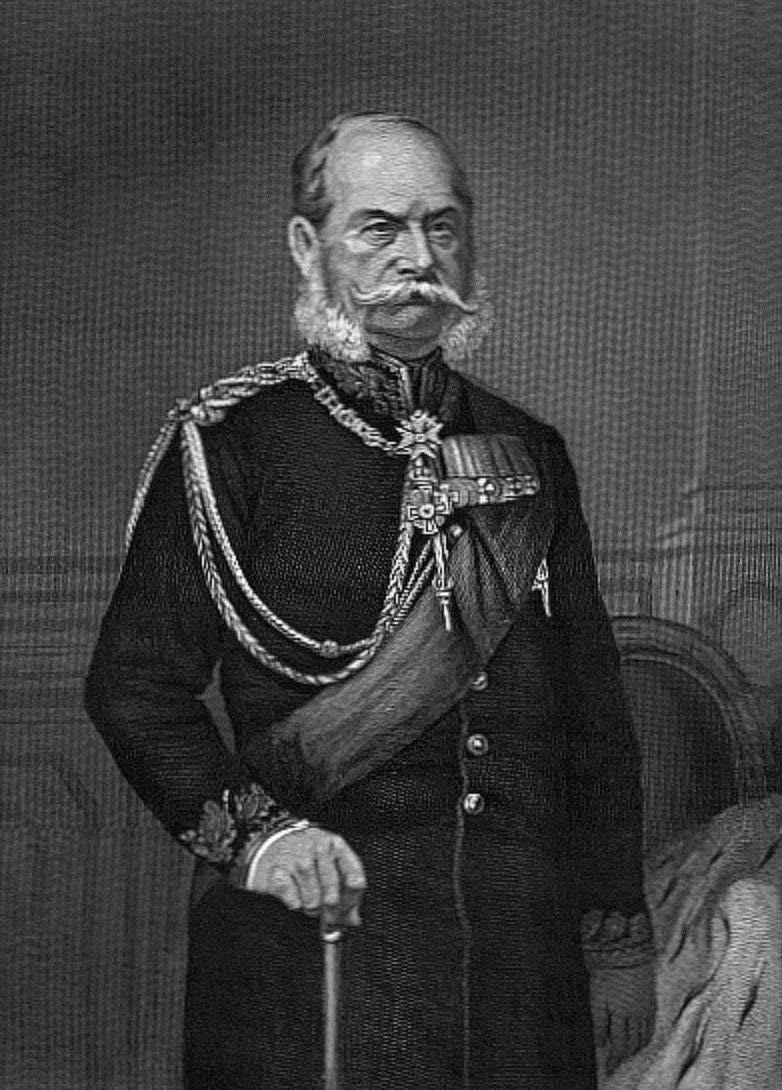
Kaiser Wilhelm I.

Der nächste Gegner Bismarcks stellten die Sozialisten dar. Die Stimmung in der Öffentlichkeit nach einem Attentat auf Kaiser Wilhelm I. nutzte Bismarck 1878 zur Durchsetzung der sogenannten Sozialistengesetze zum Verbot sozialistischer Vereinigungen. Die Gesetze waren bis 1890 in Kraft, konnten die Verbreitung sozialistischer Ideen aber nicht verhindern. Parallel dazu versuchte Bismarck durch eine Sozialgesetzgebung einer Radikalisierung der Arbeiter entgegenzuwirken. So wurde 1883 eine allgemeine Krankenversicherung, 1884 eine Unfallversicherung und 1889 eine gesetzliche Rentenversicherung eingeführt. Weitergehende Forderungen der Sozialdemokraten wie Mindestlöhne oder Arbeitsschutzgesetze lehnte Bismarck aber ab.
Wirtschaftlich wurde infolge des durch die Reichsgründung entstandenen einheitlichen Wirtschaftsraums und begünstigt durch die französischen Zahlungen von Kriegsentschädigung ein rasantes Wirtschaftswachstum ausgelöst. Dieses mündete aber infolge Überhitzung 1873 in die Wirtschaftskrise des sogenannten Gründerkrachs.
Außenpolitisch verfolgte Bismarck eine Politik des Gleichgewichts der Großmächte. Durch den Aufstieg zur stärksten Großmacht auf dem Kontinent durch die Reichsgründung weckte Deutschland die Ängste seiner Nachbarn. Um Bündnisse der übrigen Großmächte gegen Deutschland zu verhindern, baute Bismarck mit diplomatischem Geschick ein Bündnissystem auf, das auf eine Isolierung Frankreichs hinauslief, das durch die Eingliederung Elsass-Lothringens zum Erzfeind wurde.
Um die Ängste der übrigen Großmächte zu dämpfen, verzichtete Bismarck auch auf territoriale Erweiterungen, stellte als Konzession an den Zeitgeist jedoch 1884/85 die kolonialen Erwerbungen deutscher Privatkaufleute in Togo, Kamerun, Südwest- und Ostafrika sowie im Pazifik unter den Schutz des Deutschen Reiches. Die wirtschaftliche Bedeutung der deutschen Kolonien blieb jedoch gering.
Als 1890 Wilhelm II., der 1888 Kaiser wurde, Bismarck als Reichskanzler entließ, folgte eine Kurswende in der deutschen Außenpolitik. Im Gegensatz zu seinem sich zurückhaltenden Vorgänger nahm der neue Kaiser die Außenpolitik selbst in die Hand (persönliches Regiment). Das führte zunehmend zu einer außenpolitischen Isolierung Deutschlands; nur Österreich, Italien und das Osmanische Reich blieben ihm später als Bündnispartner.
Die Innenpolitik war stark vom Strukturwandel und der sozialen Frage geprägt. Reichskanzler Caprivi verfolgte einen Kurs sozialer Reformen. Weitere politische Reformen in der Folgezeit scheiterten jedoch.
Die Ermordung des österreichischen Thronfolgers Franz Ferdinand am 28. Juni 1914 in Sarajevo durch eine serbische Geheimorganisation löste schließlich den Ersten Weltkrieg aus.
Anfänglich war die deutsche Bevölkerung noch kriegsbegeistert. Im Laufe des Krieges verschlechterte sich die Versorgungslage zusehends. Als im Oktober 1918 noch einmal die Flotte gegen die Royal Navy auslaufen sollte, meuterten die Matrosen. Der Kieler Matrosenaufstand breitete sich innerhalb weniger Tage über ganz Deutschland aus und wurde zur Novemberrevolution. Allerorts wurden Arbeiter- und Soldatenräte gebildet. Am 9. November kam es auch in Berlin zu Unruhen. Um ein Blutbad zu verhindern, erklärte Reichskanzler Max von Baden die Abdankung des Kaisers ohne dessen Einwilligung. Wilhelm II. beugte sich danach dieser Entscheidung und ging ins Exil in die Niederlande. Max von Baden übergab die Regierungsgewalt an Friedrich Ebert. Am Nachmittag rief der Sozialdemokrat Philipp Scheidemann die Republik aus.
Am 10. November bildete sich mit dem Rat der Volksbeauftragten eine provisorische Regierung. Am 11. November wurden durch einen Waffenstillstand die Kampfhandlungen eingestellt.